# Trimma
Trimma är ett släkte av fiskar. Trimma ingår i familjen smörbultsfiskar.

## Dottertaxa tillTrimma, i alfabetisk ordning[1]
- Trimma agrena
- Trimma anaima
- Trimma annosum
- Trimma anthrenum
- Trimma avidori
- Trimma barralli
- Trimma benjamini
- Trimma bisella
- Trimma caesiura
- Trimma cana
- Trimma caudipunctatum
- Trimma corallinum
- Trimma dalerocheila
- Trimma emeryi
- Trimma fangi
- Trimma filamentosus
- Trimma fishelsoni
- Trimma flammeum
- Trimma flavatrum
- Trimma flavicaudatum
- Trimma fraena
- Trimma fucatum
- Trimma gigantum
- Trimma grammistes
- Trimma griffithsi
- Trimma haima
- Trimma halonevum
- Trimma hayashii
- Trimma hoesei
- Trimma hotsarihiensis
- Trimma imaii
- Trimma kudoi
- Trimma lantana
- Trimma macrophthalmum
- Trimma maiandros
- Trimma marinae
- Trimma mendelssohni
- Trimma milta
- Trimma nasa
- Trimma naudei
- Trimma necopina
- Trimma nomurai
- Trimma okinawae
- Trimma omanensis
- Trimma preclarum
- Trimma randalli
- Trimma rubromaculatum
- Trimma sanguinellus
- Trimma sheppardi
- Trimma sostra
- Trimma squamicana
- Trimma stobbsi
- Trimma striatum
- Trimma tauroculum
- Trimma taylori
- Trimma tevegae
- Trimma unisquamis
- Trimma winchi
- Trimma winterbottomi
- Trimma volcana
- Trimma woutsi
- Trimma yanagitai
- Trimma yanoi